# الروس (العدين)

تعديل مصدري - تعديل

الروس محلة تابعة لقرية الاعدان، التابعة لعزلة الرضائى بمديرية العدين إحدى مديريات محافظة إب في الجمهورية اليمنية، بلغ تعداد سكانها 71 حسب تعداد اليمن لعام 2004.